# Pseudoterpna fuscomarginata
Pseudoterpna fuscomarginata là một loài bướm đêm trong họ Geometridae.